# Malkiszua
Malkiszua (hebr. מלכישוע; ang. Malkishua) – wieś terapeutyczna położona w Samorządzie Regionu Emek ha-Majanot, w Dystrykcie Północnym, w Izraelu.

## Położenie
Wieś jest położona na wysokości 512 metrów n.p.m. w masywie górskim Gilboa, który góruje od strony południowej nad intensywnie użytkowaną rolniczo Doliną Bet Sze’an. Znajduje się ona tuż przy szczycie góry Har Malkiszua (536 metry n.p.m.), najwyższym punkcie Gilboa. Po stronie północnej spływa strumień Kiszon, a na wschodzie strumień Malkiszua. Okoliczne wzgórza są zalesione. W odległości około 500 metrów na zachód od wsi przebiega mur bezpieczeństwa oddzielający terytorium Izraela od Autonomii Palestyńskiej. W jej otoczeniu znajduje się kibuc Meraw, oraz moszawy Rewaja i Sede Terumot. Po stronie palestyńskiej jest miasto Deir Abu Daif, oraze wsi Jalbun, al-Mudżajjir i al-Mutilla.
Malkiszua jest położona w Samorządzie Regionu Emek ha-Majanot, w Poddystrykcie Jezreel, w Dystrykcie Północnym Izraela.

## Historia
Początkowo została tutaj założona w 1982 roku osada Meraw. Utworzyli ją członkowie żydowskiego ruchu Nachal, którzy pełnili służbę wojskową prowadząc jednocześnie studia religijne. W 1987 roku nastąpiło przeniesienie kibucu na odległe o 1,5 km wzgórze, położone na północny wschód stąd. Lokalizacja na szczycie góry Malkiszua została wówczas tymczasowo opuszczona. W 1990 roku utworzono tutaj wieś terapeutyczną, której celem jest leczenie narkomanów. Początkowo był to ośrodek leczniczy tylko dla dorosłych, ale w 1995 roku otworzono także oddział dla młodocianych narkomanów. wieś prowadzi stowarzyszenie Amutat Neve Malkishua.

### Nazwa
Nazwa wsi pochodzi od szczytu góry na której się znajduje, ale jest także związana z Malkiszua. Był on jednym z synów króla Saula, który przypuszczalnie zginął właśnie przy tej górze.

## Lecznictwo
Celem działalności ośrodka jest zapewnienie osobom uzależnionym życia w izolowanym środowisku o wysokim stopniu samowystarczalności. Osoby leczone uczą się osobistej odpowiedzialności. Ośrodek ma zdolność przyjąć do 200 pacjentów. Według informacji z 2010 roku, w ośrodku przebywało 82 pacjentów. Ośrodek podlega pod Ministerstwo Opieki Społecznej.

## Transport
Ze wsi wyjeżdża się lokalną drogą na północny zachód do kibucu Meraw i do drogi nr 667, którą można zjechać ze Wzgórz Gilboa do Doliny Bet Sze’an.